# Acaulis
Acaulis is een geslacht van neteldieren uit de  familie van de Acaulidae.

## Soorten
- Acaulis primarius Stimpson, 1854
- Acaulis rosae (Verrill, 1878)